# I. Izjaszláv polocki fejedelem
Izjaszláv Vlagyimirovics (oroszul Изясла́в Влади́мирович; 978/979 – 1001) Polock fejedelme, I. Vlagyimir kijevi nagyfejedelem fia, a Rurikovicsok polocki ágának (az ún. Izjaszlavicsok) megalapítója.

## Élete

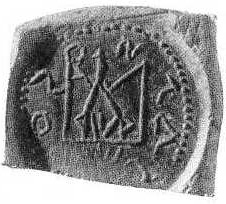
Izjaszláv pecsétjének előlapja

Izjaszláv Rognyeda polocki hercegnő fia volt, akit Vlagyimir fejedelem a város meghódítása után erőszakkal tett a feleségévé. Életéről nagyon keveset árulnak el a források; a Nyesztor-krónika szerint 980-981 körül született Kijevben, de mivel Polock Ruszhoz csatolása feltehetően inkább 978-ban történt (nem 980-ban mint ahogyan a krónikában áll), valószínűbb, hogy Izjaszláv 978 végén vagy 979 elején született.
987-ben Rognyeda megpróbálta megölni Vlagyimirt, de kudarccal járt. A feldühödött fejedelem maga akarta leszúrni feleségét, de a zajra felfigyelt Izjaszláv és karddal a kezében anyja elé állt, hogy megvédelmezze. Vlagyimir végül egy bojár tanácsára egy Polock környéki városkába száműzte Rognyedát a fiával együtt. A várost Izjaszlavlra nevezték át.
988-ban apja parancsára egész családjával együtt megkeresztelkedett. A következő évben Vlagyimir Polock részfejedelmévé tette. Izjaszláv a lerombolt várost korábbi helyéről a Palata folyó magasabb, jobban védhető bal partján építtette újra. Az őskrónika szerint természete "csendes és szelíd és békés és irgalmas", míg a Nyikon-krónika azt állítja, hogy okos, művelt ember volt. 1001-ben, alig 22-23 évesen meghalt, két kisfiút hagyva maga után. A többi részfejedelemségtől eltérően, ahol a kijevi nagyfejedelem fiai váltották egymást a trónon, Polockot Izjaszláv fiai örökölték, és a későbbiekben is (kisebb intermezzókkal) az ő leszármazottjai kormányozták a fejedelemséget. Ez bizonyos önállósággal járt együtt de a későbbiekben Polock és Kijev, fegyveres összecsapásig fajuló konfliktusának volt a forrása is.
Izjaszláv ólomból készült függőpecsétjét 1954-ben találták meg Novgorodban, felirata a keleti szláv írásbeliség egyik első emléke. A többi Rurikovicshoz hasonlóan a háromágú szigonyjelképet (trezubec) használta, a középső ágán kereszttel.

## Családja
Izjaszláv feleségének neve és kiléte nem ismert. Két fia született:
- Vszeszláv († 1003), Polock fejedelme
- Brjacsiszláv († 1044), Polock fejedelme

## Fordítás
- Ez a szócikk részben vagy egészben  a(z)   Изяслав Владимирович (князь полоцкий) című orosz Wikipédia-szócikk ezen változatának fordításán alapul.  Az eredeti cikk szerkesztőit annak laptörténete sorolja fel. Ez a jelzés csupán a megfogalmazás eredetét és a szerzői jogokat jelzi, nem szolgál a cikkben szereplő információk forrásmegjelöléseként.